# Leonardo Cuéllar
Leonardo Cuéllar Rivera (Cidade do México, 14 de janeiro de 1954) é um ex-futebolista e treinador de futebol mexicano que atuava como meio-campista. Atualmente, comanda o time feminino do América.

## Carreira em clubes
Destacou-se no Pumas, clube que defendeu entre 1972 e 1979, tendo atuado em 119 jogos e marcando 14 gols.
Após deixar o Pumas, Cuéllar (notabilizado por sua enorme cabeleira) jogaria no então incipiente futebol dos Estados Unidos ainda em 1979, jogando pelo San Diego Sockers (57 partidas e nove gols pelo time de futebol e dois jogos pelo time indoor) até voltar ao México para defender o Atletas Campesinos durante uma temporada.
Em 1982, voltaria aos EUA para atuar no San José Earthquakes (não confundir com o atual SJ Earthquakes da MLS), encerrando a carreira dois anos depois, no Golden Bay, com apenas trinta anos.

## Seleção Mexicana
Cuéllar defendeu a Seleção Mexicana de Futebol entre 1973 e 1981, jogando 40 partidas e marcando três gols. Participou da Copa de 1978, sediada na Argentina. Embora tivesse disputado as três partidas na primeira fase, não conseguiu evitar a eliminação da Tri.

## Carreira de treinador
Entre 1998 e 2016, Cuéllar exerceu o comando técnico da Seleção Mexicana de Futebol Feminino, tendo participado de 3 edições da Copa do Mundo (1999, 2011 e 2015).